# LILO
LILO (LInux LOader) — был одним из стандартных загрузчиков для Linux и BSD-систем. Сейчас большинство дистрибутивов используют GRUB в качестве основного загрузчика. Дальнейшая разработка LILO была прекращена в декабре 2015 года по запросу мейнтейнера.

## Краткий обзор
LILO разработал Вернер Альмесбергер (Werner Almesberger). Далее разработку вел Джон Коффман (John Coffman) (версии 20—22), а над последними версиями трудился Йохим Видорн (Joachim Wiedorn).
LILO не зависит от файловой системы и поэтому может загружать операционную систему с жёсткого диска или с дискеты. В связи с этим LILO хранит пункты меню и положение загружаемых ядер непосредственно в теле загрузчика и требует обновления (при помощи запуска утилиты lilo) при каждом изменении конфигурации (изменении в файле lilo.conf или в расположении загружаемых ядер на диске).
LILO поддерживает до 16 пунктов меню при загрузке.
Два вида загрузки, поддерживаемые LILO — это загрузка Linux-ядра с опциональной поддержкой initrd и передача управления другому загрузчику (chainloading).
LILO может быть установлен в главном загрузочном секторе MBR или загрузочном секторе раздела.
LILO использует BIOS для доступа к жёстким дискам, с присущими этой схеме ограничениями.

## Использование
Файл настроек lilo.conf автоматически создаётся утилитой liloconfig, входящей в состав пакета LILO, и располагается этот файл в папке /etc. Программа LILO считывает параметры в файле lilo.conf один раз во время своей установки, а не каждый раз в начале загрузки операционной системы. После ручного редактирования lilo.conf необходимо переустановить LILO, выполнив команду от лица суперпользователя:
```
lilo
```

Для использования утилиты liloconfig в командной строке необходимо набрать:
```
liloconfig
```

## ELILO
Для компьютеров на основе EFI был разработан загрузчик ELILO, ныне брошенный. Изначально разрабатывался компанией Hewlett-Packard для архитектуры IA-64, позже был адаптирован под стандартные архитектуры IA-32 и x86-64 с поддержкой EFI.
На дистрибутивах Linux, устанавливаемых на компьютеры Apple Macintosh, ELILO был одним из доступных для использования загрузчиков.
Также поддерживается загрузка по сети, используя TFTP и DHCP.